# Distretto di Tabalosos
Il distretto di Tabalosos è uno degli undici distretti  della provincia di Lamas, in Perù. Si trova nella regione di San Martín e si estende su una superficie di 485,25 chilometri quadrati.

Istituito il 25 novembre 1876, ha per capitale la città di Tabalosos; al censimento 2005 contava 12.427 abitanti.